# Улица Слепнёва (Москва)
Улица Слепнёва — небольшая улица на севере Москвы в районе Лианозово Северо-Восточного административного округа, от Зональной улицы до улицы Громова. Названа в 1934 году в честь лётчика Маврикия Трофимовича Слепнёва (1896—1965), Героя Советского Союза, участника спасения экспедиции на пароходе «Челюскин» (1934).
Улица Слепнёва находится в дачном посёлке имени Ларина, начинается от Зональной (в настоящее время непосредственного соединения нет), проходит на северо-восток, пересекает улицы Байдукова, Чкалова и Белякова и заканчивается на улице Громова.